# Кунжутное масло
Кунжутное масло, сезамовое масло — пищевое растительное масло, получаемое из семян кунжута индийского. Это масло является одним из самых ранних известных масел на основе сельскохозяйственных культур. Массовое современное производство во всем мире ограничено из-за неэффективного ручного процесса сбора урожая, необходимого для извлечения масла. Масло, полученное из сырых семян, которые могут быть или не быть холодного отжима, используется в качестве пищевого масла. Масло, полученное из поджаренных семян, используется из-за его характерного орехового аромата и вкуса, хотя оно может быть непригодно для жарки, что делает его вкус горелым и горьким.
Используется в кулинарии для приготовления овощных и рыбных блюд, кондитерских изделий из теста. В пищевой промышленности — для изготовления овощных, рыбных и других видов консервов. Из технического кунжутного масла изготавливают мыло.

## Производство

### Процесс производства
Семена кунжута защищены капсулой, которая лопается только тогда, когда семена полностью созреют. Время раскрытия может варьироваться, поэтому фермеры срезают растения вручную и складывают их вместе в вертикальном положении, чтобы продолжить созревание, пока все капсулы не раскроются.
Танзания остается крупнейшим производителем кунжутного масла, а также доминирует в мировом потреблении этого продукта. Африканский и азиатский регионы представляют собой наиболее быстрорастущие рынки кунжутного масла. Наблюдаемый здесь устойчивый рост спроса соответствует росту доходов домохозяйств и урбанизации, а также увеличению использования кунжутного масла в пищевых продуктах и азиатских блюдах.
В то время как некоторые производители дополнительно очищают кунжутное масло путем экстракции растворителем, нейтрализации и отбеливания, чтобы улучшить его косметические аспекты, кунжутное масло, полученное из качественных семян, уже обладает приятным вкусом и не требует дальнейшей очистки перед употреблением. Многие потребители предпочитают нерафинированное кунжутное масло из-за их убеждения, что процесс очистки удаляет важные питательные вещества. Вкус, традиционно важный атрибут, был лучше всего у масел, полученных путем мягкого дробления.
Кунжутное масло является одним из наиболее стабильных натуральных масел, но все еще может выиграть от охлаждения и от ограниченного воздействия света и высоких температур во время экстракции, обработки и хранения; это минимизирует потерю питательных веществ из-за окисления и прогорклости. Хранение в янтарных или непрозрачных бутылках может помочь минимизировать воздействие света.
Кунжутное масло — это полиненасыщенное (ПНЖК) полувысыхающее масло. Коммерческое кунжутное масло варьируется по цвету от светлого до темно-красновато-желтого в зависимости от цвета обработанных семян и метода измельчения. При условии, что масло измельчается из хорошо очищенных семян, его можно легко очистить и отбелить, чтобы получить светлое прозрачное масло. Кунжутное масло богато олеиновой и линолевой кислотами, которые вместе составляют 85% от общего количества жирных кислот. Кунжутное масло имеет относительно высокий процент неомыляемых веществ (1,5-2,3%). В Индии и некоторых других европейских странах обязательно добавлять кунжутное масло (5-10%) в маргарин и, как правило, в гидрогенизированные растительные жиры, которые обычно используются в качестве примесей для масла или гхи.

## Общее описание
Нерафинированное кунжутное масло холодного отжима имеет ярко выраженный аромат кунжута и обладает характерным вкусом.
Кунжутное масло, произведенное с использованием термической обработки или искусственно разбавленное масленичными материалами, имеет жёлтый цвет и слабый орехово-сладковатый аромат.
Масло, отжатое из жареного кунжута, имеет более тёмный цвет и интенсивный запах.

## Состав и физические свойства
Кунжутное масло богато полиненасыщенными жирными кислотами.
Содержание кислот (в%):
- 4 % — 6 % стеариновой;
- 7 % — 8 % пальмитиновой;
- около 0,1 % миристиновой;
- до 1,0 % арахиновой;
- 35 % — 48 % олеиновой;
- 37 % — 48 % линолевой;
- до 0,5 % гексадеценовой.

Семена кунжута содержат много микроэлементов, таких как магний, фосфор, кальций, однако в масло эти микроэлементы не переходят. Неоднократный анализ показал, что кунжутное масло, в отличие от семян и пасты из них, не содержит микроэлементы.
Температура застывания масла от −3 до −7 °C, кинематическая вязкость (133—207)10−6 м2/сек, йодное число 103—117.
Масло может храниться до 9 лет благодаря входящим в состав антиоксидантам, в основном сезамолу (метиловый эфир оксигидрохинона).

### Питательные вещества
100 грамм (100 мл) эталонного количества кунжутного масла обеспечивает 884 калории пищевой энергии (таблица). Единственным важным питательным веществом, имеющим значительное содержание в кунжутном масле, является витамин К, обеспечивающий 13% дневной нормы на 100 грамм (таблица).

## Потенциальная аллергия
Как и многочисленные семена и орехи, кунжутное масло может вызывать аллергическую реакцию, хотя частота возникновения этого эффекта редка и оценивается в 0,1–0,2% населения. В 21 веке в развитых странах растет число сообщений об аллергии на кунжут, при этом аллергический механизм воздействия масла выражается в виде контактного дерматита, возможно, являющегося результатом гиперчувствительности к лигниноподобным соединениям.

## Использование

### Готовка
Кунжутное масло, полученное из необжаренных семян, представляет собой бледно-желтую жидкость с приятным запахом зерна и слегка ореховым вкусом, используемую в качестве масла для жарки. Масло, полученное из прессованных и обжаренных семян кунжута, имеет янтарный цвет и аромат и используется в качестве ароматизатора на последних этапах приготовления пищи.
Несмотря на высокую долю (41%) полиненасыщенных (омега-6) жирных кислот в кунжутном масле, оно наименее склонно к прогорканию при хранении на открытом воздухе среди кулинарных масел с высокой температурой дымления. Это происходит из-за природных антиоксидантов, таких как сезамол, присутствующих в масле.
Светлое кунжутное масло имеет высокую точку дымления и подходит для жарки во фритюре. Масло из поджаренного кунжута не подходит, но его можно использовать для стир-фрай жарки мяса и овощей, для обжаривания и приготовления омлетов.
Кунжутное масло наиболее популярно в континентальной Азии, особенно в Восточной Азии и южноиндийских штатах Карнатака, Андхра-Прадеш и Тамилнад, где его широкое применение сопоставимо с применением оливкового масла в Средиземноморье.
- В восточноазиатской кухне жареное кунжутное масло часто используют в качестве приправы во время приготовления пищи или за столом;
  - Китайцы используют кунжутное масло при приготовлении блюд;
  - В Японии раю готовят из перца чили и кунжутного масла и используют в качестве острой заправки для различных блюд или смешивают с уксусом и соевым соусом и используют в качестве соуса;
- В Южной Индии, до появления современных рафинированных масел, производимых в больших масштабах, кунжутное масло традиционно использовалось для карри и подливок. Его продолжают использовать, особенно в Тамил Наду и Андхра-Прадеш, смешивая с острыми и пряными продуктами, поскольку оно нейтрализует остроту. Его часто смешивают со специальным порошком специй, который подают к идли и досе, а также к рису, смешанному со специями (например, paruppu podi).

### Религиозное использование
В мандеизме помазание кунжутным маслом, называемым на мандейском языке «миша» используется во время таких ритуалов, как масбута (крещение) и масикта (погребальная месса), оба из которых проводятся жрецами-мандеями.

### Промышленное использование
В промышленности кунжутное масло может использоваться как:
- растворитель в инъекционных препаратах или внутривенных капельных растворах;
- масло-носитель в косметике;
- покрытие для хранящегося зерна для предотвращения атак куркулионоидных. Масло также обладает синергетическим эффектом с некоторыми инсектицидами[11].

Низкосортное масло используется локально в мыле, красках, смазочных материалах и осветительных приборах.

## История
Исторически кунжут выращивался более 5000 лет назад как засухоустойчивая культура, которая могла расти там, где другие культуры не росли. Кунжут выращивался во времена цивилизации долины Инда и был основной масличной культурой. Вероятно, он был экспортирован в Месопотамию около 2500 г. до н.э.